# Parque Ayala

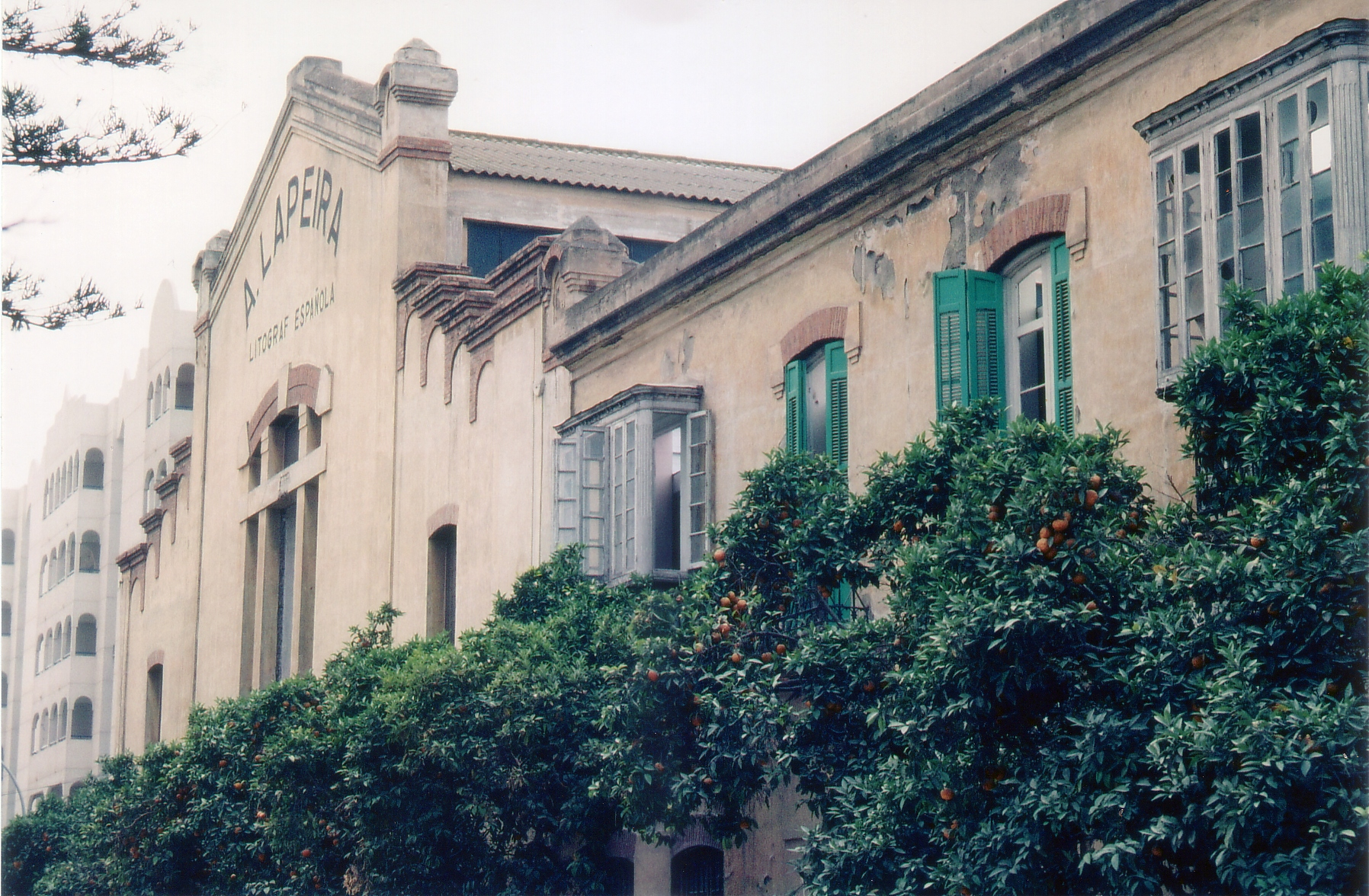
La fábrica A. Lapeira Litograf Española, fotografía de los años 1980.

Parque Ayala, también conocido como Los Arcos, es un barrio situado en el distrito Carretera de Cádiz de la ciudad andaluza de Málaga, España. Según la delimitación oficial del ayuntamiento, limita al nordeste con el barrio de Explanada de la Estación; al sureste, con el barrio de El Bulto; al suroeste, con Jardín de la Abadía; y al noroeste la calle de Héroe Sostoa lo separa del barrio de La Princesa y la Estación de Málaga-María Zambrano.
En Parque Ayala se encuentra la antigua fábrica de A. Lapeira Litograf Española, obra de Fernando Guerrero Strachan.

## Transporte
En autobús queda conectado mediante las siguientes líneas de la EMT: 
| Línea | Trayecto                                        | Recorrido | Frecuencia    |
| ----- | ----------------------------------------------- | --------- | ------------- |
| 1     | Parque del Sur - Avda. Europa (San Andrés)      | Recorrido | 8-9 minutos   |
| 3     | Puerta Blanca - El El Palo (C. de Olías)        | Recorrido | 8 minutos     |
| 10    | Alameda Principal - Churriana                   | Recorrido | 25-30 minutos |
| 7     | Parque Litoral - Miraflores de los Ángeles      | Recorrido | 12-13 minutos |
| A     | Paseo del Parque - Aeropuerto                   | Recorrido | 30-35 minutos |
| 27    | Avenida M. A. Heredia - Polígono I. Guadalhorce | Recorrido | 70-80 minutos |
| N1    | Puerta Blanca - El Palo                         | Recorrido | 25 minutos    |